# Midnight, the Stars and You
"Midnight, the Stars and You" is een jazzcompositie uit 1934, geschreven door Harry MacGregor Woods en Jimmy Campbell and Reg Connelly. Het is in de Verenigde Staten uitgegroeid tot een dansbaar foxtrot-nummer. Een alternatieve versie uit 1934, uitgevoerd door Ray Noble and his Orchestra met de Britse zanger Al Bowlly, werd de populairste versie van het nummer.
"Midnight, the Stars and You", de versie van Ray Noble, is bij een breed filmpubliek voornamelijk bekend omdat het nummer heeft gediend voor de horrorfilm The Shining van Stanley Kubrick uit 1980. Het nummer werd gebruikt als achtergrondmuziek voor de balscène en de slotscène van de film.